# Lacoste

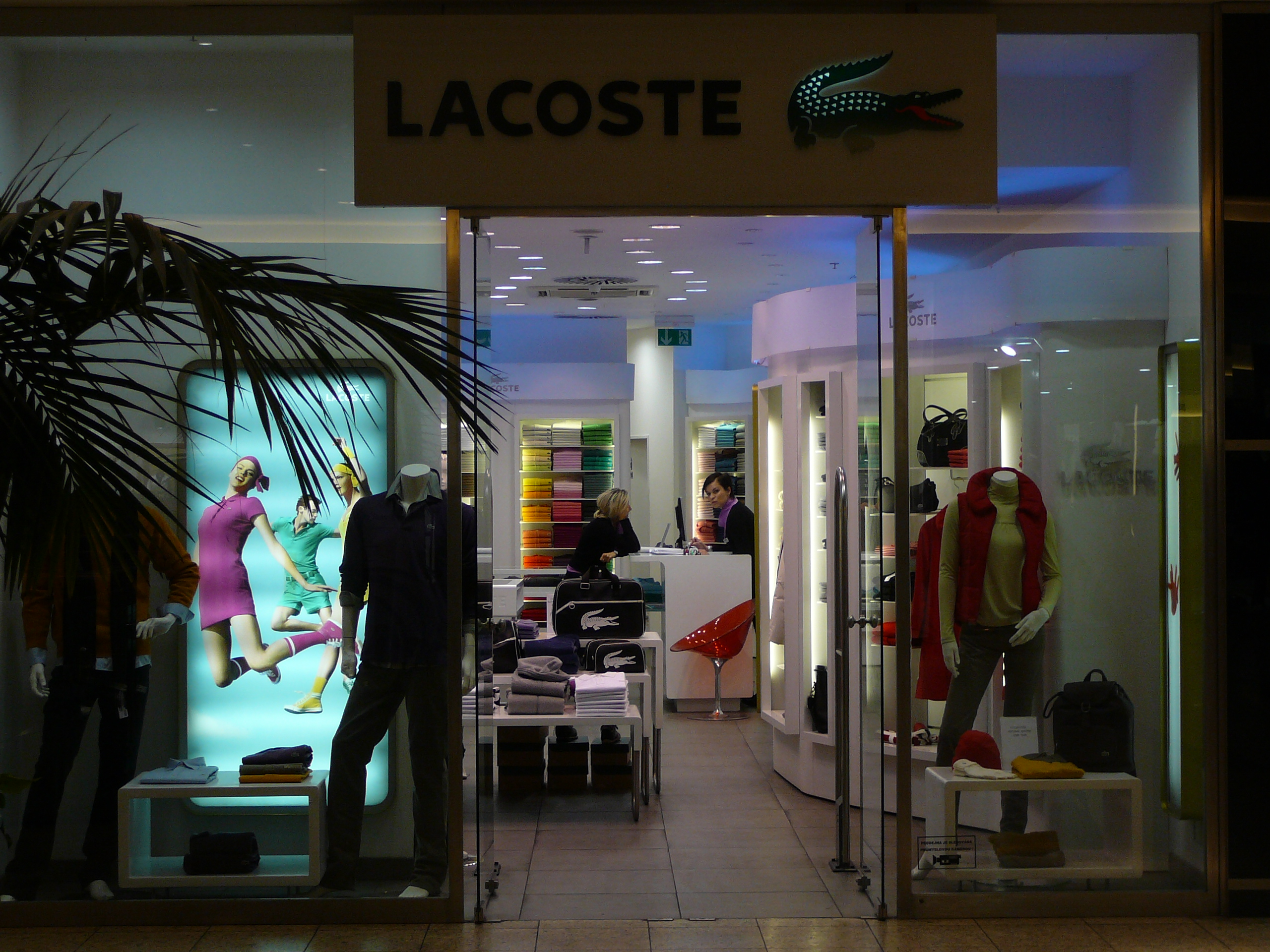
Prodejna značky Lacoste v obchodní galerii Vaňkovka v Brně

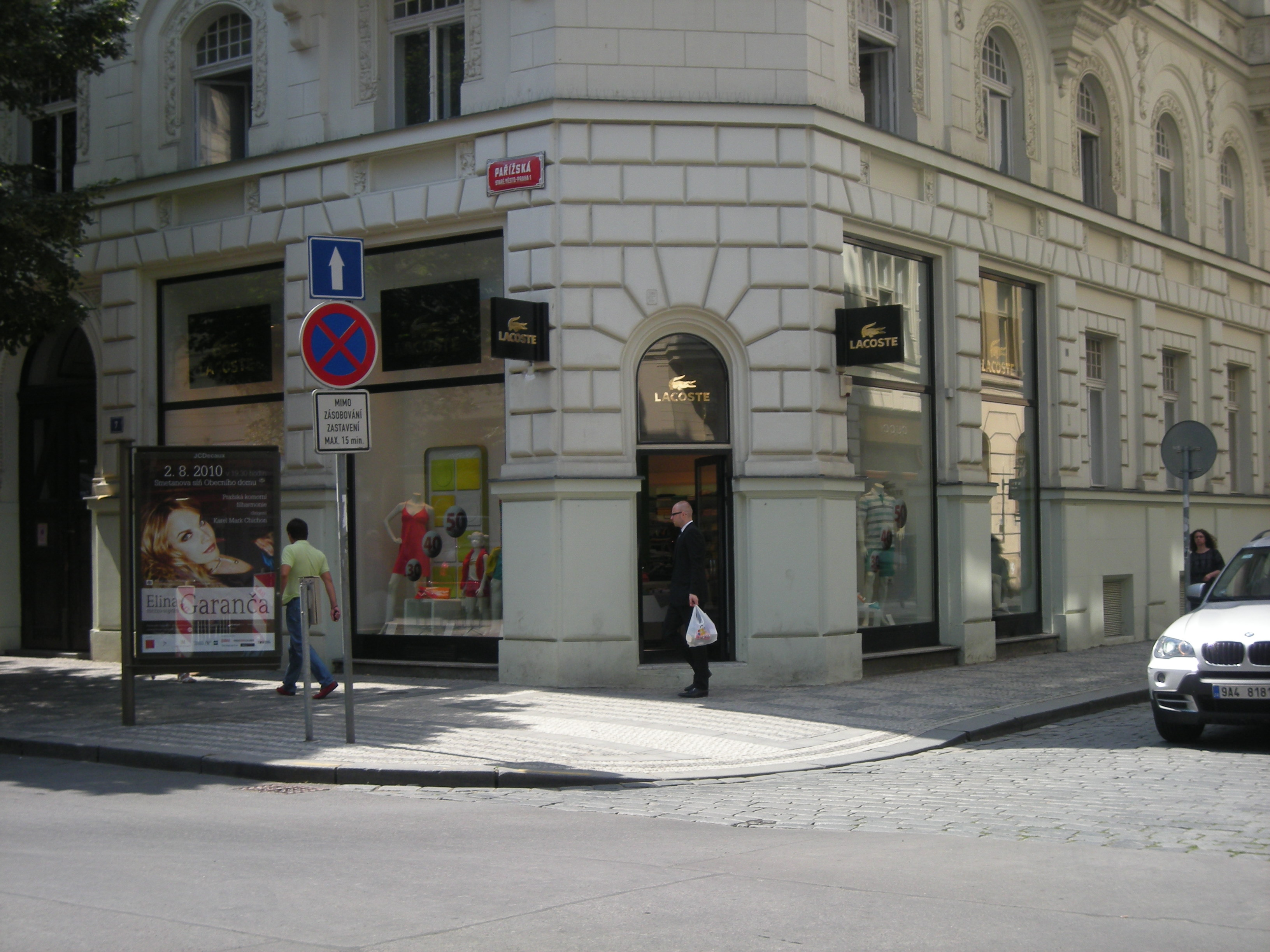
Prodejna Lacoste v Pařížské ulici v Praze

Lacoste je francouzská oděvní společnost, založená v roce 1933 známým francouzským tenistou René Lacostem, který byl znám pod přezdívkou Krokodýl nebo Aligátor a odtud pochází známý znak firmy – zelený krokodýl. Původní název společnosti byl La Chemise LACOSTE S.A. Licence k vůním Lacoste jsou v držení mezinárodního koncernu Procter & Gamble. Vedení firmy sídlí v Paříži, ale výrobní pobočka je ve městě Troyes.

## Historie
Firmu založil v roce 1933 známý francouzský tenista René Lacoste společně s André Gillierem. Po ukončení své sportovní kariéry se rozhodl zkusit štěstí v módě. K výtvarné značce proslulé firmy mu posloužila jeho přezdívka Aligátor, jež mu přisoudili američtí novináři. Vznikla poté, co mu jeho kapitán na Davis Cupu přislíbil koupit za vyhraný důležitý zápas krokodýlí kufr, který se Renému tak líbil.
Od roku 1963 firmu spravoval jeho syn Bernard Lacoste, který později předal žezlo ve firmě mladšímu bratrovi Michaelovi.

## Výrobky
Společnost se zpočátku orientovala na výrobu tenisového a sportovního oblečení. V současnosti jsou jejími výrobky především oblečení, obuv, parfémy, kožené předměty, hodinky a série tenisových a sportovních triček.